# 磁石

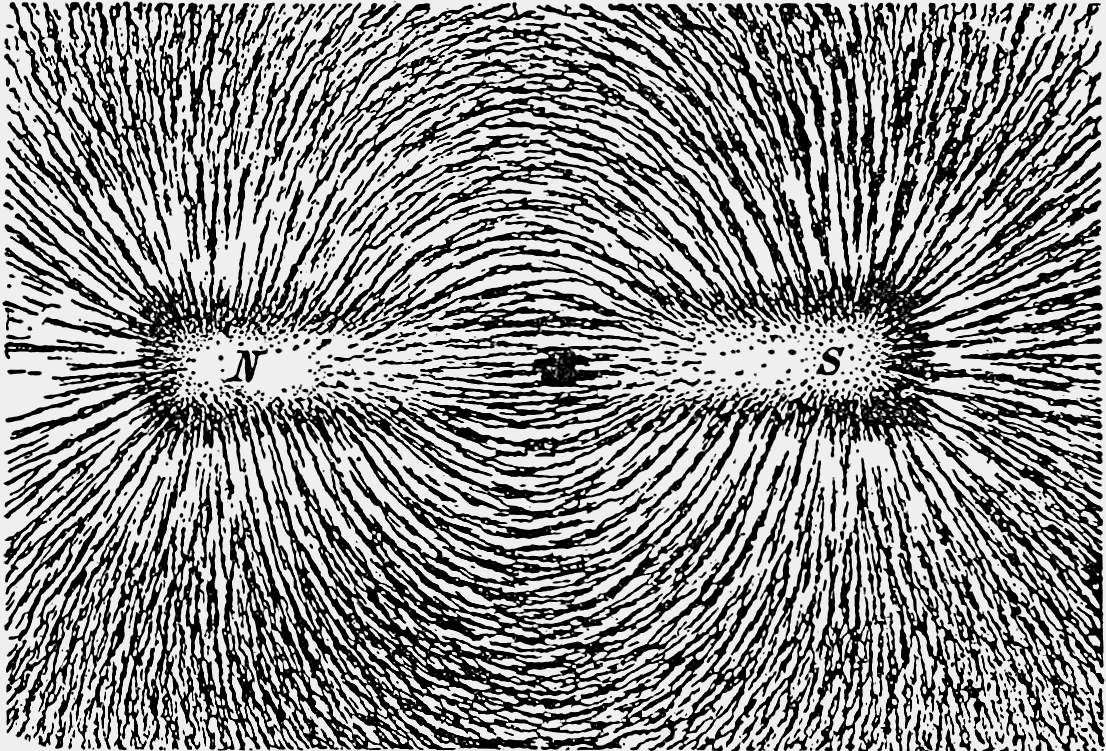
砂鉄による棒磁石の磁力線

磁石（じしゃく、英語: magnet、マグネット）は、2つの極（磁極）を持ち、双極性の磁場を発生させる源となる物体。鉄などの強磁性体を引き寄せる性質を持つ。磁石同士を近づけると、異なる極は引き合い、同じ極は反発しあう。

## 原理

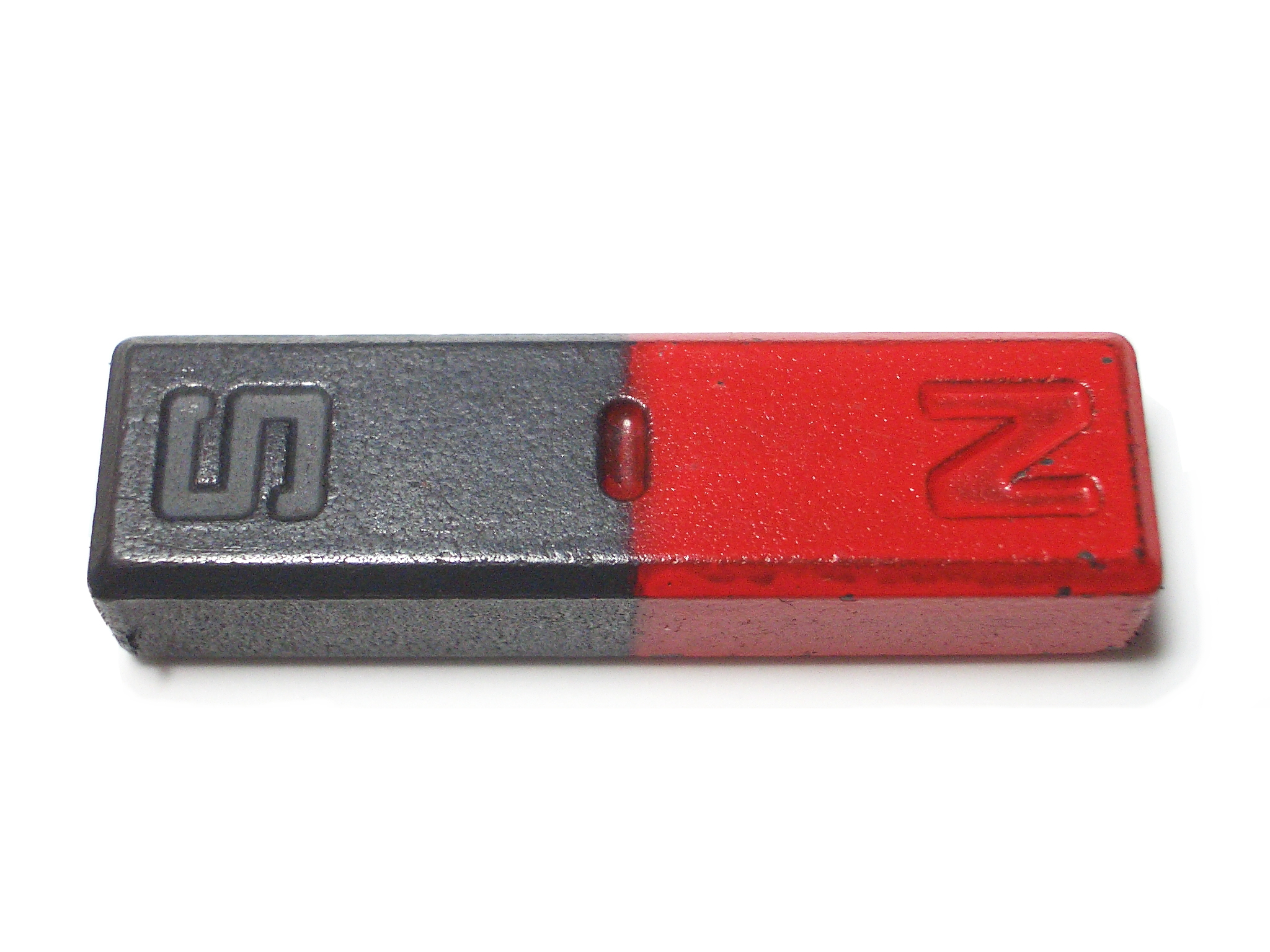
棒磁石

### 磁性
鉄にはもともと磁石になる磁性と呼ばれる性質がある。鉄原子の中は小さい磁石（磁区）が多数存在する構造になっているが、磁極の向きが一定でない状態で固定されており、全体として磁力が打ち消されているため磁石になっていない。
しかし、鉄に永久磁石（磁極の向きを変えないような構造にした磁石）を近づけると磁極は整列して磁石となり、反対に遠ざけると再び磁石ではなくなる。このような性質は鉄だけでなくニッケルやコバルトにもみられる。

### 電気と磁気
電気と磁気の力はお互いに不可分である。これらの関係は、電磁気学の基本方程式であるマクスウェルの方程式で与えられる。

### 超伝導と磁石
超伝導体には、磁場を退けるマイスナー効果という性質がある。超伝導体に磁石を近づけると、超伝導体は磁場を退けるので、まるで同極同士の磁石を近づけたように反発しているように見える。これによって磁石の上に超伝導体を浮上させることができる。また、ピン止め効果によって磁石の上に安定して留まる。
医療に用いるMRI（磁気共鳴画像法）用磁石の大部分や磁気浮上式鉄道では、強力な磁界が必要となるが、これを実現できるような永久磁石は容易には存在しない。また、電磁石で実現するためには、コイルに大電流を流す必要がある。しかし、銅などの低抵抗の配線材料を用いても、この電流による発熱に耐えることはできない。この問題を解決するのが、コイルに超伝導体を用いた超伝導電磁石である。超伝導材料は電気抵抗がゼロであるため、大電流を流しても発熱しないのである。超伝導コイルには、磁場に強い第二種超伝導体を用いる必要がある。

## 磁極
磁石には、N極とS極の2つの磁極（英: magnetic pole）がある。これらの磁極は単独で存在することはなく、必ず両極が一緒になって磁石を構成する。永久磁石を半分に切っても、S極だけ、あるいはN極だけの磁石にはならず、S極とN極の双方を持つ2つの小さな磁石ができる。磁界の元となるのは電荷の運動であり、片方の磁極のみが生まれるように電荷を運動させることは不可能である。ただし、1つの磁石に、磁極は1組とは限らない。磁極が多数ある磁石を多極磁石と呼び、円形のものはモーターなどに利用されている。また、環形で、内側と外側で磁極が分かれているものがあり、これをラジアル異方性磁石と呼ぶ。

### 磁気単極子
電気と磁気の関係をひっくり返して、単独で存在する磁極が運動することによって、電場が生じるという現象を想像することはできる。このような空想上の単独の磁極のことを磁気単極子（モノポール）という。ただし、現実に存在する可能性も示唆されており、現在でも研究が進められている。

### 地球
地球そのものも、（現在の）北極地方にS極、南極地方にN極を持っており、磁石と近似である。地球が発生させる磁場、すなわち地磁気に応答して、地球上にある磁石には一方の極を北へ、他方の極を南へ引き寄せる。この性質を利用したものが方位磁針である。磁極の呼称は方位磁針に由来して、北 (north) に引き寄せられる極がN極 (north pole)、南 (south) に引き寄せられる極がS極 (south pole) と呼ばれる（ゆえに、磁性体としての地球のN極・S極は、地理上の北・南とは逆である。つまり北磁磁極は磁石のS極・南磁磁極は磁石のN極である）。

## 磁石の種類

### 永久磁石
外部から磁場や電流の供給を受けることなく、磁石としての性質を比較的長期にわたって保持し続ける物体のことである。強磁性ないしはフェリ磁性を示す物体であって、ヒステリシスが大きく、常温での減磁が少ないものを、磁化して用いる。永久磁石材料に関するJIS規格としてJIS C2502、その試験法に関する規格としてJIS C2501が存在する。
永久磁石は物質の構造により合金磁石・フェライト磁石・希土類磁石に分類される。

#### 合金磁石
鉄を主成分とする最も古い歴史をもつ永久磁石。
- KS鋼
- MK鋼
- アルニコ磁石 - アルミニウム、ニッケル、コバルトなどを原料とした磁石である。20世紀半ばまで主流の磁石であったが、やがて安価で造形の容易なフェライト磁石などに主役の座を奪われた。
- 鉄-クロム-コバルト磁石
- マンガンアルミ磁石
- 白金磁石

#### フェライト磁石
フェライト磁石は鉄の酸化物を原料とする磁石。1937年、東京工業大学の加藤与五郎、武井武によって発明された。酸化物磁石の1つで、酸化鉄を主原料にして焼き固めて作る。磁束密度は低いが、保磁力が高く減磁しにくい。電気抵抗が大きく渦電流損が低く、高周波まで適用できる。硬度は比較的に高いが割れやすい。磁器なので薬品に強く、錆びない。焼く前は粉末のため自由な形にできる。などの特徴がある。
フェライト磁石を粉末状にしてゴムに練り込んだゴム磁石やプラスチックに練り込んだプラスチック磁石もあり、これらはまとめてボンド磁石あるいはボンデッド磁石という（後述）。

#### 希土類磁石
希土類磁石は希土類元素とコバルトや鉄の金属間化合物からなる磁石。最大エネルギー積ではフェライト磁石の10倍以上の磁力を持つ。ただし、合金磁石に比べて硬いが脆い。
- サマリウムコバルト磁石 - サマリウムとコバルトを原料としている。組成比の異なる「2-17系」と「1-5系」がある。「1-5系」は高価なサマリウムの比率が高いため、「2-17系」の登場以降あまり用いられなくなってきた。強い磁力を持ち、高い耐腐食性と良好な温度特性（200℃程度まで使用可能）を有することが特徴である。
- ネオジム磁石
- プラセオジム磁石

### 電磁石
通常、磁性材料の芯のまわりに、コイルを巻き、通電することによって一時的に磁力を発生させる磁石である。機械要素として用いられる。電流を止めると磁力は失われる。

## 磁石の原料

### 金属

#### 磁鉄鉱
天然に産出する磁石として磁鉄鉱（四酸化三鉄、Fe3O4、マグネタイト）が挙げられる。古代からよく知られている磁石、磁鉄鉱（ないし砂鉄）として産出されていたのはこの四酸化三鉄である。砂浜で永久磁石を砂中に挿入すれば、充分に視認することができる。羅針盤の指針を磁化することなどに用いられてきたが、非常に微弱な磁石である。ちなみに磁気を帯びた岩石として知られる須佐高山の磁石石も、その磁気は斑れい岩中の磁鉄鉱によるものである。

#### 焼結磁石
20世紀に入ると、天然の磁鉄鉱に替わり実用に充分な強度を有する磁石が人工的に作られるようになってきた。
主に鉄、ネオジム、サマリウム、コバルトなどが高性能磁石の原材料となっており、一般に流通する磁石の多くは金属磁性粉末を成形して焼き固めた「焼結磁石」である。

### ボンド磁石
フェライト磁石を粉末状にしてゴムに練り込んだゴム磁石やプラスチックに練り込んだプラスチック磁石をまとめてボンド磁石あるいはボンデッド磁石という。

#### プラスチックマグネット
プラスチックマグネット（プラスチック磁石）はプラスチックに磁性材料となる金属を混ぜて成形したもの。

#### ラバーマグネット
ラバーマグネットは合成ゴムに磁性材料となる金属を混ぜて成形したもの。

## 磁石の歴史

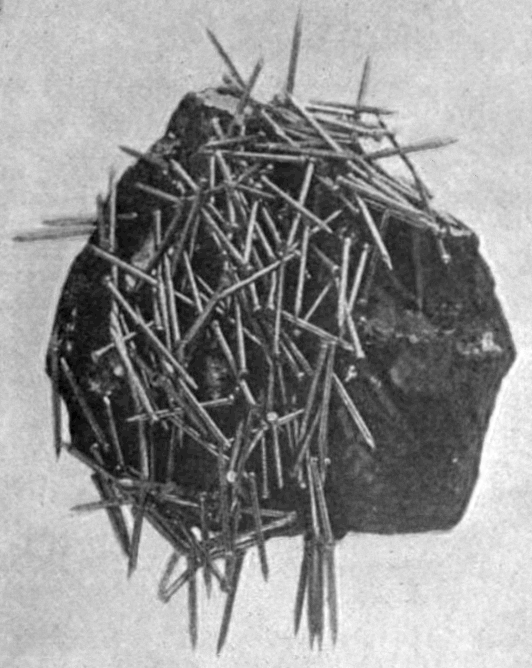
鉄の釘を引き付ける天然磁石のロードストーン。古代の人間はロードストーンから磁性の性質を発見した。

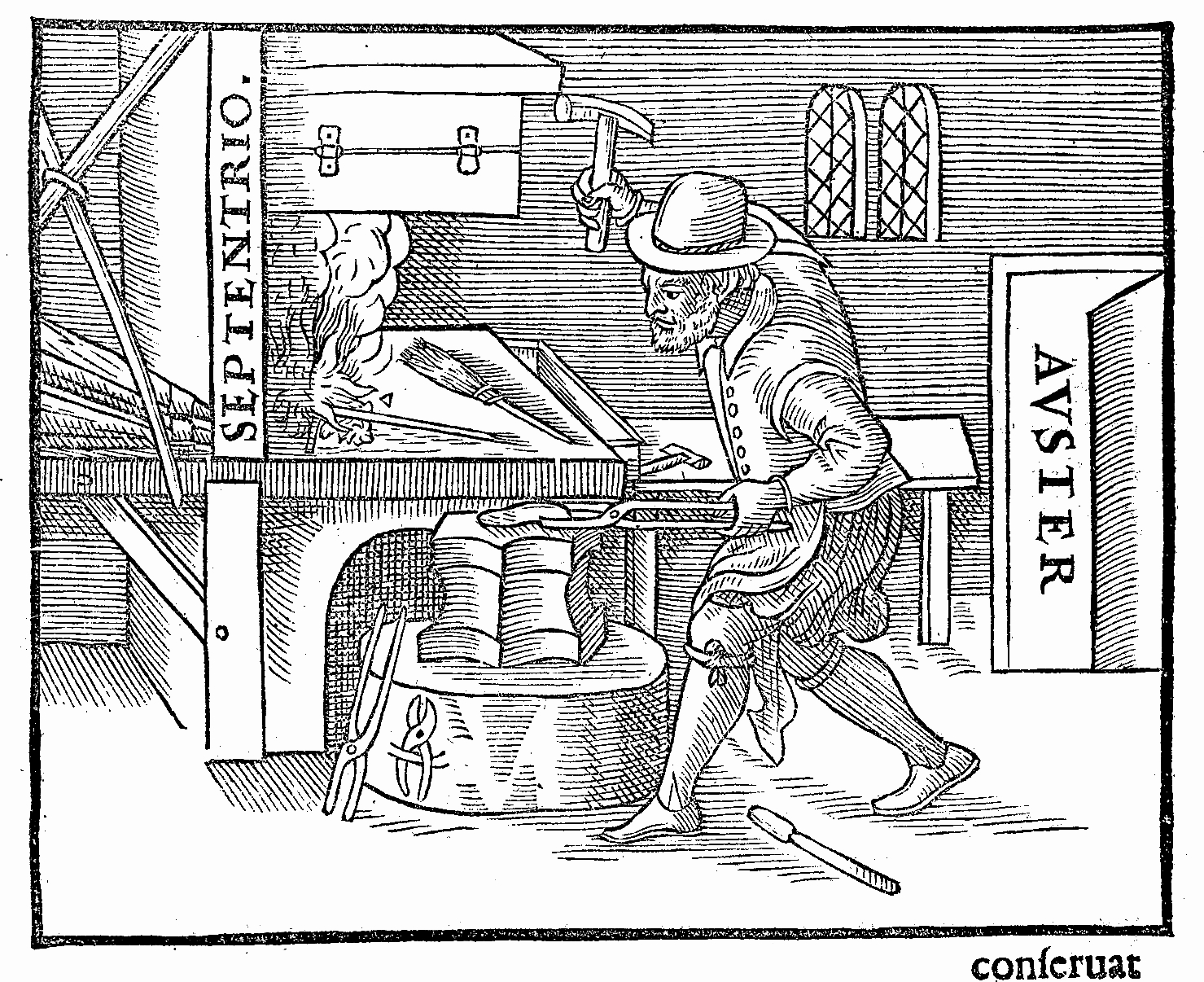
最も初期の方位磁石に使われる弱い磁石を作る方法、イラストのように南北方向に真っ赤な鉄片を置いてハンマーで叩くと地球の磁場によって磁化され弱い磁石になる。

磁石の歴史について、一説によると古代ギリシアのマグネシアでは磁鉄鉱が採掘されており、これが人類の最初に出会った磁石で、マグネット（magnet）もこの地名に由来しているという。
プラトンは、その著書『イオン』にて「マグネシアの石」として磁石のことを言及している。ローマ帝国の博物学者大プリニウスは、著書『博物誌』にて、マグネスという羊飼いが磁石を偶然発見したと述べている。なお『博物誌』には、ダイヤモンドが磁石の力を妨げるという奇妙な説も記述されている。
一方、古代中国『呂氏春秋』には｢石鉄之母也 以有慈石 故能引其子｣（鉄の石は母のように子を引き寄せる力を持つ）という記述がある。ほかにも『淮南子』（BC2世紀）、『管子』（BC1世紀）などにおいて鉄を引き寄せる「慈石」に関する言及が見られる。この「慈石」が漢字の「磁石」のもとになった。また、晋書（第五十七巻、列伝第二十七）によると、晋の武将馬隆は、鮮卑の禿髪樹機能との戦において、磁石を大量に用いることで、鉄の鎧で武装した鮮卑の騎兵を足止めしたという逸話が記録されている（原文：或夾道累磁石 賊負鐵鎧 行不得前 隆卒悉被犀甲 無所留礙 賊咸以為神）。ただし、資治通鑑を著した司馬光は、この記述を紹介した折に「恐不可信（おそらく、信ずるべからず）」と、信憑性が低いとの評価を与えている。
日本においては、続日本紀に「和銅6年（713年）近江の国より慈石を献ず」との記述がある他、狂言では「慈石」という演目がある。また、歌舞伎の「毛抜」では、磁石により操られる毛抜が登場する。
11世紀、中国の宋の時代に磁石の針を水に浮かべる原始的な羅針盤が発明され、ヨーロッパにも伝わった。
磁石に対し、近代的な科学の光をあてたのは、エリザベス1世の侍医であったウイリアム・ギルバートである。その著書『磁石及び磁性体ならびに大磁石としての地球の生理学』(De Magnete, Magneticisque Corporibvs,et De Magno Magnete Tellure) においてギルバートは、磁石に関する俗説や既知の現象について詳細に検証している。例えば、羅針盤の指北性を論じるにあたり、球形の磁石を作製し、これに対する磁針の振舞いを観察している。この結果、地球そのものが磁石であると結論付けている。また、琥珀などが軽い羽毛などを引きつける静電引力は、磁力とは異なる現象であるとも論じている。ギルバートの実験と論証による方法論は、その後の科学に多大な影響を与えた。
産業革命が起き製鉄技術や冶金技術が発展したが磁石には鉄や炭素鋼が使われるだけで特に進歩はなかった。しかし、20世紀になり日本の本多光太郎らが「KS鋼」を発明したことが近代磁石の第一歩となり工業の発展に大きな貢献を果たした。
- 1825年：ウィリアム・スタージャンによって電磁石が発明された。
- 1917年：本多光太郎らによってKS鋼が発明された。
- 1931年：三島徳七によってMK鋼が開発された。
- 1933年：アルニコ磁石が発明された。
- 1934年：新KS鋼が開発された。
- 1937年：東京工業大学の加藤与五郎、武井武によってフェライト磁石が発明された。
- 1970年代前半：サマリウムコバルト磁石が発明された。
- 1971年：東北大学の金子によって鉄-クロム-コバルト磁石が開発された。
- 1970年代：松下電器（現在：パナソニック）によってマンガンアルミ磁石が開発された。
- 1982年：住友特殊金属（現在：日立金属NEOMAX）の佐川眞人によってネオジム磁石が発明された。
- 2004年：イギリスのダラム大学の研究者によってプラスチック磁石が発明された。

## 磁石の用途

### 方位磁針
磁石が最初に実用化された分野は、地磁気によって磁石が南北を指すことを利用した方位磁針である。方位磁針は中国で宋の時代に発明されたのち、ヨーロッパへと移入されて改良され、航海術を大幅に進歩させて大航海時代を出現させることとなった。現代でも磁石を用いた方位磁針は広く用いられており、登山など様々な分野で使用されている。

### 工業
日常の電化製品でよく見かける磁石の用途として、モーターやスピーカーが挙げられる。これらは永久磁石と電磁石を用いて、電気エネルギーを回転や空気の振動といった力学的エネルギーに変換している。
カセットテープ、ビデオテープ、ハードディスクといった記録メディアは、磁化された向きによって情報を記録している。情報の読み出しには、電磁誘導や巨大磁気抵抗効果 (GMR)、ごく最近になってトンネル磁気抵抗効果 (TMR) が利用されている。
電子顕微鏡の電子レンズや粒子加速器などでは、磁石は電子などの荷電粒子を狙った方向に曲げるために用いられている。また、トカマク型などの核融合では、高温のプラズマを封じ込めるためにも用いられている。
磁石は、リニアモーターカーの磁気浮上や、リードスイッチやMRセンサーなどの非接触センサーと共に用い、近接感知、位置決め等の用途にも利用されている。

### 医療
核磁気共鳴画像法といった医療用途に利用されている。
5cmくらいの棒状のアルニコ磁石は、牛に飲み込ませて第3胃内の針金など鉄片を束状に吸着させ、創傷性心膜炎を予防するために使われる。
爆発や破裂（主に戦争）などで鉄の小片が体内や顔面に食い込んだ場合、切開する手間より、強力な磁力を用いて取り除き、応急処置を行う。
磁石の磁気を用いて血流を促進させ、健康回復を促進すると謳う代替医療の商品（装身具）が多々存在するが、血中のヘモグロビンに含まれる鉄分は、磁気に反応しない性質を持つ。
磁石を用いた入れ歯なども開発されている。

### 文具
小型の磁石をプラスチック等で包み、金属面やホワイトボードに付けて目印としたり、書類を留めたりする文具がある。一般に「マグネット」と呼ばれることが多い。形状としては細長いバー型、丸いメダル型、つまみのようなプル型、さらには乗り物、食品、動物、キャラクターなどの形を模したものがある。近年は小型で強力なネオジム磁石が安価になり、これを使った新製品も多い。
鉄のキャップのようなものは「ヨーク（継鉄）」と呼ばれる部品で、透磁率を高めることで鉄の中に強力な磁束を作ることで磁石単体よりも磁力が大幅に強くなる。N極またはS極が鉄板などに張り付いた場合、もう片方の極は空気中に面するた無駄になる。これをヨークによって方向を変え接着面に誘導することで吸着力を高める。逆にN極とS極がヨークによって短絡（例えばN極→ヨーク→S極）に磁束を作るとそれ以外の方向への磁力は弱まる。

### 産業
産業の分野では、鋼板や鋼鉄製部材の移動や鉄屑（スクラップ）の分別に使用する、リフティングマグネットと呼ばれる機械がある。クレーンの先に取り付けて使用するものや、油圧ショベルの先端をリフティングマグネットに改造したものなどが存在し、主に工場やスクラップ集積場で使用される。

## 事故
ヒトにおいて、比較的強い磁力を持った小型の磁石を複数個飲み込んだことによって、磁石が磁力で引き合って消化管を挟み込んだため、消化管に穴があいた事例が報告されている。

## 消磁
磁化された強磁性体は以下のような方法で消磁することができる。
- キュリー点を超える温度に加熱することで磁性体の磁区の配列の秩序を乱すことができ、結果として正味の磁気モーメントを０にすることができる。
- 交流の磁場を磁性体にかける方法。このとき交流磁場の強さは磁性体の保磁力を超える強さでなければならない。その後交流磁場を徐々に下げ０にするか、もしくは磁性体を磁場から取り除くことで磁化を０にすることができる。この手法はクレジットカードやハードディスクの記録を消す一般的な手法である。

## 磁石を題材とした作品
- マグネロボシリーズ
  - 鋼鉄ジーグ
- テツワン探偵ロボタック
- 仮面ライダーフォーゼ　マグネットステイツ